# Principado de Salerno
El Principado de Salerno fue un Estado lombardo del Mezzogiorno italiano, centrado en la ciudad portuaria de Salerno y formado sobre la división del Principado de Benevento después de una década de guerra civil, en 851. En 1077 perdió su independencia durante la conquista normanda del sur de Italia. 
En sus orígenes debía vasallaje teórico al emperador carolingio, pero a través de su historia fue prácticamente independiente (e incluso, durante breves períodos, estuvo en vasallaje respecto del emperador bizantino.

## Creación
En 786 el longobardo Arechis II decidió transferirse a la ciudad de Salerno con su corte, para evitar la invasión de los Francos de Carlomagno que incorporó a sus dominios la "Longobardia major" en el norte de Italia. Nominalmente el principado longobardo de Benevento siguió controlando la ciudad de Salerno por algunos decenios.
Pero en 839 el príncipe de Benevento, Sicardo, murió. Inmediatamente su principal oficial del ejército, Radalgiso, se hizo con el poder en Benevento y encarceló al heredero y hermano de Sicardo, Siconulfo de Salerno, en Tarento. 
Siconulfo fue rescatado por comerciantes amalfitanos de su prisión y proclamado príncipe en Salerno. 
Una guerra civil entró en erupción en el Mezzogiorno italiano. En 847, el emperador carolingio Lotario I había enviado como mediadores a Guido I de Spoleto y a Sergio I de Nápoles para proponer una división del gran principado lombardo de Benevento. 
En 849, Luis II el Joven, hijo de Lotario y correy de Italia, con su Radelgisi et Siginulfi principum Divisio Ducatus Beneventani, dividió el principado de Benevento en dos partes: una con su capital en Salerno y otra con la suya en la Benevento original.
Las ciudades principales del nuevo Principado de Salerno eran Tarento, Cassano, Cosenza, Paestum, Conza, Sarno, Cimitile (Nola), Capua, Téano y Sora. El principado de Salerno fue una potencia marítima con numerosos puertos, incluyendo el propio de Salerno, controlando la mitad suroccidental del viejo ducado-principado de Benevento. 
El principado no disfrutó de estabilidad en sus primeros años. En 851, Siconulfo murió y su hijo Sico seguía siendo un niño. Lo depusieron y fue sustituido por su regente y padrino, Pedro, en 853 y en ese mismo año fue sucedido por su hijo Adhemar. La tempestuosa principalía de Adhemar terminó violentamente: una rebelión lo depuso y Guaiferio, el descendiente de una relevante familia local, los Dauferios, lo cegó y encarceló. Guaiferio tuvo éxito en el oficio de príncipe con el apoyo del pueblo de Salerno. Él estabilizó el principado durante su largo reinado de diecinueve años. Sus sucesores reinaron por períodos de semejante largura y Salerno sobrepasó a Benevento en grandeza en muy poco tiempo.

## Los Dauferios
Durante el reinado de Guaiferio, Capua se independizó. Salerno seguía siendo técnicamente un estado vasallo del emperador del Sacro Imperio, pero era prácticamente independiente. El príncipe de Salerno incluso se alió durante unos años con los sarracenos. En 880, Guaiferio fue depuesto, en un acto que sentaría precedente, por su hijo: Guaimario I lo forzó a acogerse en un monasterio y tomó las riendas del gobierno. Las crónicas de su principado lo describen en términos despóticos y él no parece haber sido muy popular. Revirtió la alianza con los sarracenos a favor de lazos más cercanos con el emperador del Sacro Imperio, entonces Carlos el Calvo. Sin embargo, en 887, rompió con el Sacro Imperio y rindió homenaje al emperador bizantino, recibiendo por ello el título de patricius. En 900 o 901, su hijo, Guaimario II, le forzó a profesar en su propia fundación de la Iglesia de San Máximo de Salerno y comenzó su reinado.
Guaimario II elevó a Salerno hacia su grandeza. Fue un príncipe más religioso que su padre, que había sido piadoso según los estándares de su tiempo. Introdujo las reformas de Cluny en Salerno. También estuvo inclinado más a la guerra con los musulmanes y participó en la famosa batalla del Garellano en 915. En esta batalla fue aliado de los bizantinos, como lo fue a lo largo de su reinado, a excepción de un breve período en los años 920. Guaimario II aumentó su prestigio e influencia mediante alianzas matrimoniales con Benevento y Capua, e incluso entró en planes acertados contra el Catapanato bizantino en la Campania, donde les conquistó mucho territorio. Guaimario II trabajó para estabilizar su dinastía alterando el patrón de sucesión que hasta ese momento había ocurrido en el principado: designó a su hijo Gisulfo I como copríncipe en 943 y Gisulfo le sucedió en 946.
La sucesión no fue incontestada desde los poderes externos al principado. Las fuerzas aliadas de Juan III de Nápoles y Landulfo II de Benevento invadieron el Principado de Salerno, y solo una alianza con Amalfi salvó el reinado de Gisulfo I. Gisulfo, como su padre, mantuvo alianzas con los griegos, incluso guerreando contra el papa. Gisulfo I concluyó un tratado con este último y vino en defensa de Pandulfo Testa de Ferro, príncipe de Benevento y de Capua. Aunque sus vecinos parecían oponerse constantemente a Gisulfo, Pandulfo Testa de Ferro lo reinstaló después de una insurrección en 974, que había sido apoyada por su hermano y las ciudades griegas vecinas. Gisulfo no tenía hijos a su muerte y Salerno pasó a formar parte del reino más amplio de Pandulfo Testa de Ferro, que lo concedió en su hijo Pandulfo II.

## Gobierno foráneo
Desde la muerte del príncipe Gisulfo en 978 hasta 983, cuando los salernitanos reinstalaron una dinastía de su elección, el Principado de Salerno estuvo bajo gobiernos "externos": ya fueran de la casa principesca de Capua o de los duques de Amalfi. Los amalfitanos se aprovecharon de la muerte de Pandulfo Testa de Ferro en 981 para separar Salerno del poder de Pandulfo II de Benevento y, por lo tanto Manso de Amalfi fue príncipe de Salerno. Durante su principado fue tan impopular, que los salernitanos expulsaron a los de Amalfi y eligieron al spoletino Juan, hijo de Lamberto como nuevo príncipe. La discordia prevaleció en las relaciones de Salerno con Amalfi hasta el final del principado un siglo más tarde.

## Cénit y declive

El Principado de Salerno en torno al año 1000, como parte más meridional del Sacro Imperio Romano Germánico.

Juan II de Salerno estableció su propia dinastía, que condujo al Principado de Salerno a su período final de grandeza como Estado lombardo independiente. Juan intentó aumentar el control de la Iglesia en su región, pero no lo consiguió. Siguió el principio de corregencia con sus hijos, para estabilizar la sucesión del principado. Su hijo Guaimario III tuvo que afrontar incursiones sarracenas, pero contó para repelerlos con la ayuda de mercenarios normandos que había mandado reclutar en el sur de la península italiana. Durante su principado se alejó de Bizancio y apoyó a rebeldes lombardos del Catapanato de Italia como Melo de Bari. También respaldó a su vecino, Pandulfo IV de Capua, a pesar de la impopularidad de este último. Bajo Guaimario III, la Schola Medica Salernitana comenzó a prosperar y fue capaz de acuñar el lema Opulenta Salernitanum en sus monedas como muestra de la riqueza comercial de su ciudad. 
Su hijo y sucesor, Guaimario IV, llevó a Salerno a sus más altas cimas, pero este estado no sobrevivió a su muerte.

Con Guaimario IV el Principado de Salerno tuvo su máxima extensión entre 1039 y 1047

Guaimario IV utilizó también a los normandos en beneficio mutuo. Él puede ser considerado como el principal responsable del auge de la Casa de Altavilla en el Mezzogiorno. A diferencia de su padre, se opuso a Pandulfo IV de Capua, y consiguió unir su principado con el de Capua por primera vez desde los tiempos de Pandulfo Testa de Ferro. 
En 1038, Guaimario IV buscó el arbitraje de los emperadores del Sacro Imperio Romano Germánico y del Imperio bizantino sobre materias referentes a Pandulfo IV de Capua, pero solamente el emperador Conrado II respondió;  en consecuencia, el Principado de Salerno rompió completamente con Bizancio y se sometió al Sacro Imperio. 
El emperador Conrado II desde ese año convirtió a Guaimario IV en un príncipe poderoso, y este lo aprovechó ampliando su autoridad militar sobre las ciudades-Estado costeras de Gaeta, Nápoles y Amalfi. Abrió la Campania, la Apulia y Calabria a la conquista de los salernitanos, consiguiendo dominar todo el sur de Italia continental. Pero sus éxitos fueron revertidos por el hijo y sucesor de Conrado II en el Sacro Imperio, Enrique III el Negro, que en 1047 expulsó a Guaimario IV del Principado de Capua. El emperador de Occidente Enrique III cambió la naturaleza de las relaciones protector-vasallo entre el Sacro Imperio y el Principado de Salerno, para limitar su poder. En 1052 Guaimario IV fue asesinado y su hijo y sucesor, Gisulfo II, demostró muy poca de la perspicacia política de su padre.

El Ducado de Apulia y Calabria hacia el año 1100, cuya capital fue Salerno tras haberlo sido antes Melfi.

Bajo Gisulfo II, Salerno declinó. El príncipe emprendió guerras inútiles con Amalfi y sus vecinos normandos, y finalmente con el propio Roberto Guiscardo duque de Apulia. Aunque Salerno seguía siendo rico y opulento al final de su reinado, Gisulfo II empleó mal esta abundancia durante el cerco de 1077 y perdió la ciudad y el principado a manos de Roberto Guiscardo. 
Con la derrota de Gisulfo, Salerno dejó de ser la capital de un gran principado, y sus antaño extensos dominios fueron incluidos en el ducado de Apulia y de Calabria, el señorío peninsular de la Casa de Altavilla, del que siguió siendo por algunos años capital administrativa. En efecto Salerno continuó siendo la ciudad más importante de Italia meridional hasta el final del dominio de los Altavilla en 1194.

## Epílogo

El "Principado Citra" en 1700 (límites en amarillo)

Salerno entró en profunda crisis en el siglo XIII con Federico II, que prefirió Nápoles como ciudad capital de su reino. 
En los siglos siguientes el territorio pasó a ser dominado por los Colonna y Sanseverino en el Reino de Nápoles, pero teniendo un territorio más limitado en extensión con el nombre de Principato Citra. En el siglo XVI fue depuesto el último Príncipe de Salerno (Fernando Sanseverino de Aragón) y el Principado fue oficialmente anulado. En su lugar quedó solamente una provincia de este reino en el sur de Italia, llamada "Citra", que sobrevivió hasta la unificación de Italia en 1861 y que coincide aproximadamente con la actual Provincia de Salerno.
La Schola Medica Salernitana de Guaimario III sobrevivió hasta la época napoleónica y es considera como la primera Universidad de Medicina del mundo.

## Príncipes de Salerno
| Año inicio | Año final | Gobernante               | Acontecimientos y notas |
| ---------- | --------- | ------------------------ | --- |
| 839        | 851       | Siconulfo de Salerno     | el primer príncipe de Salerno |
| 851        | 853       | Sicone II de Salerno     | |
| 853        | 853       | Pietro de Salerno        | |
| 853        | 861       | Ademaro de Salerno       | |
| 861        | 880       | Guaiferio de Salerno     | |
| 880        | 900       | Guaimario I de Salerno   | |
| 900        | 946       | Guaimario II de Salerno  | |
| 946        | 978       | Gisulfo I de Salerno     | |
| 978        | 981       | Pandolfo I de Salerno    | También Príncipe de Benevento (desde 961) y Capua (desde 961), y Duque de Spoleto (desde 967) |
| 981        | 981       | Pandolfo II de Salerno   | |
| 981        | 983       | Manso de Salerno         | También duque de Amalfi (966-1004) |
| 981        | 983       | Giovanni I de Salerno    | Hijo y corregente de Mansone |
| 983        | 994       | Giovanni II de Salerno   | |
| 994        | 1027      | Guaimario III de Salerno | |
| 1027       | 1052      | Guaimario IV de Salerno  | También duque de Amalfi (1039-43) y de Gaeta (1040-41), y Príncipe de Capua (1038-47) El Duque de Nápoles Juan V fue su vasallo (1039-1052) |
| 1052       | 1052      | Pandolfo III de Salerno  | (junio) |
| 1052       | 1077      | Gisulfo II de Salerno    | Después de 1077 siguió siendo Príncipe de Salerno nominalmente. Fue nombrado brevemente Duque de Amalfi (marzo de 1088 – 20 de abril de 1089) y cuando murió en 1090 se terminó oficialmente el Principado de Salerno ya que Gisulfo II no tenía descendientes. |